# Sulfuro de cobre(II)
El sulfuro de cobre(II), monosulfuro de cobre o sulfuro cúprico es un compuesto químico de cobre y azufre. Es un ejemplo de sal binaria neutra (compuesto binario). Es un conductor moderado de la electricidad. Está presente en la naturaleza en el mineral covelita. Se utiliza en catálisis y en energía fotovoltaica.
Fabricación
El monosulfuro de cobre se puede preparar pasando gas de sulfuro de hidrógeno en una solución de la sal de cobre (II).
De forma alternativa, también es posible su fabricación fundiendo un exceso de azufre con sulfuro de cobre (I) o mediante precipitación con sulfuro de hidrógeno a partir de una solución de cloruro de cobre (II) anhidro en etanol anhidro.